# Све је у реду (роман)
Све је у реду је роман за децу српске списатељице Јасминке Петровић који је објављен 2017. године у издању Креативног центра у Београду.

## О књизи
Књига је намењена тинејџерима узраста 12 до 13 година и нешто старијих.
Илустрације и корице је израдио Боб Живковић.

## Награде
- Роман је добио награду за најбољу дечју књигу на Београдском сајму књига 2017. године.[1]
- Књига је добила 2018. године Књижевну награду Политикиног Забавника.[2]